# Callistola
Genre
Sous-genres de rang inférieur
- Callistola Dejean, 1837
- Freycinetivora Gressitt, 1957

Callistola est un genre de cassides de la tribu des Cryptonychini. 

## Espèces
- Callistola attenuata Gressitt, 1963
- Callistola boisduvali (Weise, 1908)
- Callistola bomberiana Gressitt, 1963
- Callistola corporaali (Uhmann, 1932)
- Callistola cyclops Gressitt, 1963
- Callistola devastator Gressitt, 1960
- Callistola elegans Gressitt, 1960
- Callistola fasciata Weise, 1905
- Callistola freycinetella Gressitt, 1963
- Callistola maai Gressitt, 1960
- Callistola margaretae Gressitt, 1963
- Callistola metselaari Gressitt, 1960
- Callistola ruficollis (Spaeth, 1936)
- Callistola sedlacekana Gressitt, 1963
- Callistola subvirida Gressitt, 1963
- Callistola tricolor Gressitt, 1963